# Șelaru
Șelaru es una comuna ubicada en el distrito de Dâmbovița, Rumania.

## Superficie
Posee una superficie de 82,53 kilómetros cuadrados.

## Demografía
Hasta 2021 la población era de 3090 habitantes, con una densidad de población de 37,44 habitantes por kilómetro cuadrado.